# La Chapelle-Hareng

La Chapelle-Hareng este o comună în departamentul Eure, Franța. În 1 ianuarie 2022 avea o populație de 122 de locuitori.